# San Fernando (Cebu)
San Fernando is een gemeente in de Filipijnse provincie Cebu. Bij de census van 2015 telde de gemeente ruim 66 duizend inwoners.

## Geografie

### Bestuurlijke indeling
San Fernando is onderverdeeld in de volgende 21 barangays:
| - Balud - Balungag - Basak - Bugho - Cabatbatan - Greenhills - Lantawan - Liburon - Magsico - Poblacion North - Panadtaran | - Pitalo - San Isidro - Sangat - Poblacion South - Tabionan - Tananas - Tinubdan - Tonggo - Tubod - Ilaya |

## Demografie
San Fernando had bij de census van 2015 een inwoneraantal van 66.280 mensen. Dit waren 5.310 mensen (8,7%) meer dan bij de vorige census van 2010. Ten opzichte van de census van 2000 was het aantal inwoners gegroeid met 18.045 mensen (37,4%). De gemiddelde jaarlijkse groei in die periode kwam daarmee uit op 2,11%, hetgeen hoger was dan het landelijk jaarlijks gemiddelde over deze periode (1,72%).

De bevolkingsdichtheid van San Fernando was ten tijde van de laatste census, met 66.280 inwoners op 69,39 km², 955,2 mensen per km².